# (4887) Takihiroi
(4887) Takihiroi es un asteroide perteneciente al cinturón de asteroides, descubierto el 2 de marzo de 1981 por Schelte John Bus desde el Observatorio de Siding Spring, Nueva Gales del Sur, Australia.

## Designación y nombre
Designado provisionalmente como 1981 EV26. Fue nombrado Takihiroi en honor ingestigador del Departamento de Ciencias Geológicas en la Universidad Brown, "Takahiro (Taki) Hiroi" ha trabajado en la vinculación de los asteroides y meteoritos utilizando espectroscopia de reflectancia.

## Características orbitales
Takihiroi está situado a una distancia media del Sol de 2,920 ua, pudiendo alejarse hasta 2,989 ua y acercarse hasta 2,851 ua. Su excentricidad es 0,023 y la inclinación orbital 0,999 grados. Emplea 1822 días en completar una órbita alrededor del Sol.

## Características físicas
La magnitud absoluta de Takihiroi es 13,5.